# Diplotomodon
Diplotomodon is een geslacht van reptielen, wellicht een vleesetende theropode dinosauriër behorend tot de groep van de Tyrannosauroidea, dat tijdens het late Krijt leefde in het gebied van het huidige Noord-Amerika. De enige benoemde soort is Diplotomodon horrificus.

## Vondst en naamgeving
In 1865 benoemde de Amerikaanse paleontoloog Joseph Leidy een losse tand gevonden in New Jersey als de typesoort Tomodon horrificus. De geslachtsnaam was afgeleid van het Oudgriekse τομός, tomos, "scherp, snijdend", en ὀδών, odoon, "tand". De soortaanduiding betekent "afschuwwekkend" in het Latijn. In 1868 was Leidy erachter gekomen dat de geslachtsnaam al bezet was door de slang Tomodon Duméril 1853. Daarom hernoemde hij het geslacht tot Diplotomodon, het oorspronkelijke Tomodon aanvullend met het Griekse voorvoegsel diplo~, "dubbel", afgeleid van διπλόος. De tand had namelijk twee snijranden.
Het holotype, ANSP 9680, is vermoedelijk gevonden bij Mullica Hill, Gloucester County, in een laag van de Navesinkformatie of wellicht de Hornerstownformatie. De eerste formatie beslaat het grootste deel van het Maastrichtien, de laatste mede een deel van het laatste Maastrichtien. Beide formaties bestaan uit mariene afzettingen.

## Beschrijving
De tand heeft een bewaarde lengte van ongeveer zeven centimeter. De tandkroon heeft een driehoekige vorm met een spitse punt. De kroon is breed, zeer afgeplat en symmetrisch, zonder enige kromming, van buiten naar binnen noch zijwaarts. Onderaan loopt de kroon uit in een ruw en breed oppervlak, mogelijkerwijs een deel van de tandwortel. De voorste en achterste snijranden bevinden zich aan de zijkanten en zijn niet naar de achterkant gedraaid. Van de buitenkant heeft het onderste deel van de kroon een afgeplat facet; bovenaan is er een lage middenrichel.

## Fylogenie
In 1865 beschreef Leidy het dier als een vleesetend zeereptiel, mogelijkerwijs een plesiosauriër. Bij zijn hernoeming in 1868 dacht hij echter dat het weleens om een basale vis zou kunnen gaan. Edward Drinker Cope stelde daarentegen in 1870 dat het een vleesetende dinosauriër betrof en dat bleef daarna de heersende opvatting, hoewel de naam nog een eeuw lang in lijsten van uitgestorven vissen bleef opduiken. In 1955 meende Halsey Wilkinson Miller dat het geen dinosauriër was, maar een lid van de zeebewonende Mosasauridae.
Tegenwoordig wordt meestal gesteld dat het vermoedelijk gaat om een tand van een vrij grote tyrannosauroïde. Ralph Molnar wees in 1990 de tand toe aan Dryptosaurus aquilunguis. De tanden van die soort zijn echter nauwelijks te onderscheiden van die van andere Tyrannosauridae. Diplotomodon wordt daarom tegenwoordig beschouwd als een niet met andere fossielen in verband te brengen nomen dubium. Nader onderzoek zou onderscheidende kenmerken aan het licht kunnen brengen, maar de tand schijnt onvindbaar te zijn in de collectie van de Academy of Natural Sciences of Philadelphia. Aldus kan niet bepaald worden of de snijranden kartelingen tonen van het theropode type. De algemene morfologie van de tand staat niet toe hem eenvoudig bij enige dinosaurische groep onder te brengen, niet zozeer omdat hij alleen algemene dinosauriërkenmerken bezit, maar doordat hij die juist mist. Diplotomodon is dus geen echt nomen dubium, eerder een vorm met een unieke combinatie van eigenschappen. De herkomst van het fossiel in ruimte en tijd, het late Opper-Krijt van Noord-Amerika, beperkt de mogelijke verwantschap tot drie groepen van reusachtige vleesetende reptielen: de Tyrannosauroidea, de Plesiosauria en de Mosasauridae. Een tyrannosauroïde herkomst is problematisch: de enige symmetrische tanden van de Tyrannosauroidea staan in de praemaxilla, de voorste snuit, en die hebben een D-vormige doorsnede en zijn niet afgeplat. David Weishampel suggereerde daarom in 2006 een meer basale positie in de Tetanurae. Diplotomodon zou daarmee de enige bekende grote basale tetanuur zijn uit het Maastrichtien van Noord-Amerika.